# Edward Lachman
Edward Lachman (ur. 31 marca 1948 w Morristown) – amerykański operator filmowy. Najbardziej znany ze współpracy z reżyserem Toddem Haynesem. Dwukrotnie nominowany do Oscara za najlepsze zdjęcia do jego filmów Daleko od nieba (2002) i Carol (2015). Za pierwszy z tych obrazów zdobył Złotą Osellę na 59. MFF w Wenecji. W 2024 otrzymał nagrodę za osiągnięcia życia na 32. festiwalu EnergaCamerimage w Toruniu.
Kształcił się na Uniwersytecie w Tours, Uniwersytecie Harvarda i Uniwersytecie Ohio. 